# Граф, Юрген
Ю́рген Граф (нем. Jürgen Graf, 15 августа 1951, Базель, Швейцария — 14 января 2025, Базель, Швейцария) — швейцарский филолог и ультраправый публицист, автор ряда произведений, в которых он отрицал общепринятую концепцию Холокоста. Подвергался уголовному преследованию в Швейцарии и некоторых других странах. Скрываясь от правосудия, с 2001 по 2018 год жил и работал в Москве.

## Биография
Родился 15 августа 1951 года в Базеле в семье банковского служащего и социал-демократа Фридриха Графа, его мать была домохозяйкой. Учился в Базельском университете, изучал скандинавские, романские и английский языки. В 1978 году написал диссертацию о датском коммунисте-сатирике Хансе Шерфиге и в 1979 году получил степень магистра филологии. Работал преподавателем немецкого языка и одновременно изучал индонезийский язык. В 1982 году отправился в путешествие по Восточной Азии и в период пребывания на Тайване работал преподавателем в университете.
В 1988 году вернулся в Базель и был нанят на работу по рассмотрению прошений о предоставлении убежища в Швейцарии. Эта работа осуществлялась на списанном судне Basilea, где проработал полгода. Получив опыт работы с ложными заявлениями о преследовании просителей на родине, которые было крайне сложно проверять и опровергать, Граф написал статью в Die Weltwoche от 14 сентября 1989 года, где предлагал упростить процедуры, но ужесточить борьбу со злоупотреблениями. Результатом этой статьи стал конфликт с правозащитной организацией Amnesty International и книга «Корабль дураков», в которой он отбросил традиции политкорректности и изобразил просителей убежища глупыми лжецами. В ответ оппоненты заклеймили его как расиста.
В 1993—1994 году Граф издал три книги по теме отрицания Холокоста. В 1993 году после выхода книги «Холокост на испытательном стенде» Граф был уволен с работы в школе в Тервиле, где преподавал латынь и французский язык.
В 1998 году на Юргена Графа и на издательство, опубликовавшее его книги, подали в суд в Швейцарии. В июле того же года Граф был приговорён к штрафу в размере 8000 франков и 15 месяцам тюремного заключения, в апреле 2000 года приговор подтвердил Федеральный суд. Летом 2000 года против Графа было заведено ещё одно уголовное дело в связи с текстами, опубликованными на его сайте. Однако Граф уклонился от исполнения наказания в связи с чем 12 октября 2000 года было издано постановление о его аресте.
По собственным словам Графа, он покинул Швейцарию 15 августа 2000 года и через Польшу и Львов приехал в Москву. В ноябре 2000 года Граф уехал в Иран, как он писал, «чтобы помочь иранцам в подготовке конференции на тему „Ревизионизм и сионизм“, запланированной на конец марта — начало апреля 2001 года». Он жил в Тегеране «в качестве гостя иранских учёных». Там Граф написал онлайн-книгу под названием «Ревизионизм Холокоста и его политические последствия» (англ. Holocaust Revisionism And its Political Consequences).
Затем он уехал в Беларусь, через некоторое время — в Россию. 26 июля 2001 года в Беларуси он оформил брак с гражданкой этой страны Ольгой Степановной. Их венчание прошло 8 августа 2001 года в римско-католической церкви в Москве. В дальнейшем проживал в Москве и работал переводчиком. 
За отрицание Холокоста несколько раз привлекался к ответственности в Швейцарии, Германии и Франции. В частности, в 1995 году он был заочно приговорён в Германии к одному году лишения свободы без права досрочного освобождения за разжигание ненависти. В 1999 году французский суд приговорил его к штрафу в размере 50 000 франков за расовую дискриминацию в связи с публикацией французского издания книги «Холокост под сканером».
После истечения срока давности привлечения к уголовной ответственности осенью 2018 года Граф вернулся в Швейцарию. Эксперт по экстремизму Сэмюэл Альтхоф сказал, что Граф вряд ли будет активен в швейцарской политике, поскольку молодые ультраправые не считают его авторитетом, кроме того, он будет находиться под вниманием полиции.
В дальнейшем Граф жил в Базеле и умер от рака 14 января 2025 года.

## Пропаганда отрицания Холокоста
В апреле 1991 года после лекции о книге «Корабль дураков» Граф познакомился с бывшим учителем математики и биологии Артуром Фогтом, журналистом правоэкстремистской газеты «Эйдгеносс». Фогт предложил Графу прочитать несколько книг отрицателей Холокоста — Сержа Тиона, Артура Батца и Вильгельма Штеглиха. После этого Граф стал поклонником этой теории и активным её пропагандистом. По его словам, «29 апреля 1991 года я решил посвятить свою жизнь борьбе с самым чудовищным мошенничеством, когда-либо придуманным человеческим мозгом». В дальнейшем Фогт финансово поддерживал деятельность Графа, а Граф стал одним из доверенных лиц Фогта.
Первой его книгой была «Холокост под сканером» (нем. Der Holocaust auf dem Pruefstand). Затем Граф опубликовал «Обман Холокоста» (нем. Der Holocaust-Schwindel). Он познакомился с Герхардом Фёрстером, который согласился опубликовать больше книг Графа по отрицанию Холокоста. В 1994 году он принял участие в качестве докладчика на 12-й конференции Института пересмотра истории, где познакомился с известными отрицателями, включая Эрнста Цюнделя, Марка Вебера и Брэдли Смита. В том же году совместно с Артуром Фогтом и Андреасом Штудером основал «Рабочую группу по интерпретации исторических событий» (AEZ), которая издавала журнал Aurora. Активно сотрудничал с отрицателями Робером Фориссоном и Карло Маттоньо.
В январе 2002 года Граф принял участие в Москве в Международной конференции по глобальным проблемам всемирной истории, организованной американским ревизионистским журналом Barnes Review. Граф был ключевым докладчиком на этой конференции.
Историк Мария Альтман в книге «Отрицание Холокоста: история и современные тенденции» в 2001 году писала, что Граф занимался пропагандой национал-социализма и ксенофобии, в том числе через свой интернет-сайт. Немецкие учёные Томас Грумке и Бернд Вагнер считают, что Граф был одной из центральных фигур международного движения отрицателей Холокоста.

## Запреты книг Графа
19 декабря 1994 года распространение книги «Холокост под сканером», изданной в Бельгии на французском языке, было запрещено во Франции. На основании решения Мещанского районного суда Москвы от 3 декабря 2008 года книга «Миф о холокосте. Правда о судьбе евреев во второй мировой войне» была внесена в Федеральный список экстремистских материалов под номером 973. В октябре 2010 года книга «Миф о Холокосте» была запрещена к распространению в Сербии из-за содержащейся в произведении расовой, этнической и религиозной ненависти, суд постановил конфисковать все экземпляры книги в стране.

## Семья
Был женат на гражданке Беларуси, имел дочь.

## Библиография

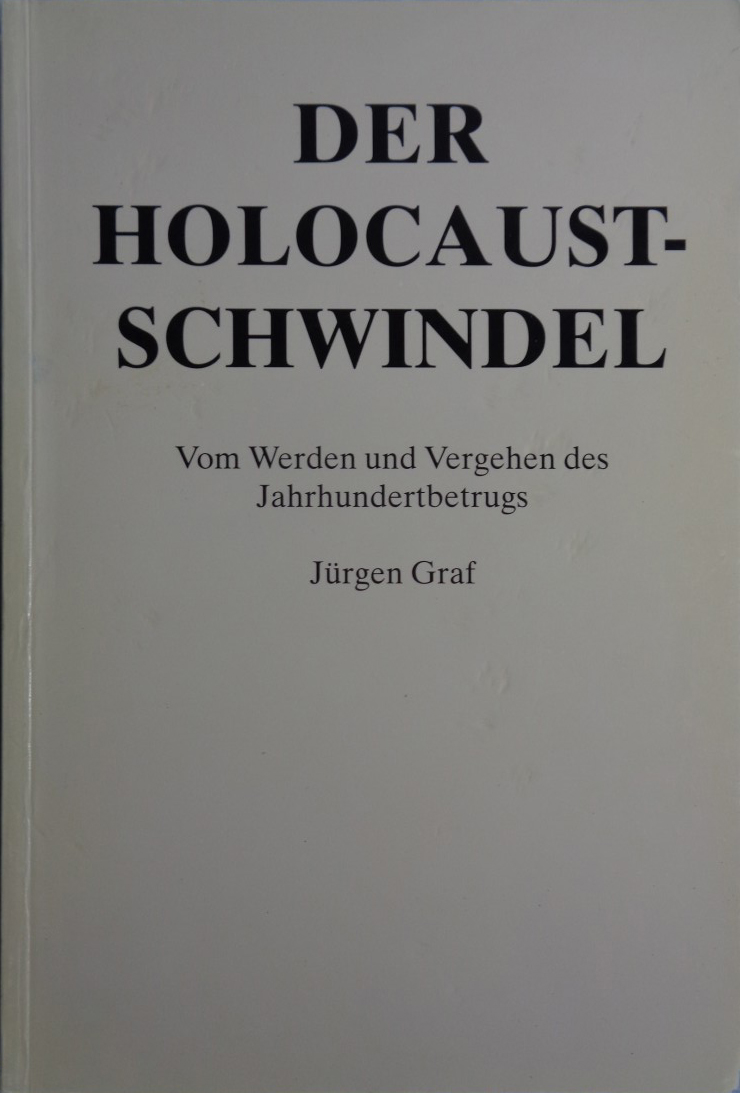
Обложка книги Der Holocaust-Schwindel

### Комментарии
1. ↑  Закон о борьбе с расизмом, включающий запрет отрицания Холокоста, был принят в Швейцарии в 1994 году[3] и вступил в силу 1 января 1995 года - см также дело Пашу
2. ↑  Конференцию отрицателей Холокоста планировалось провести в Бейруте 31 марта - 1 апреля 2001 года, но правительство Ливана отказалось от её проведения, см. Grumke, Wagner, 2002, s. 185—186